# Klipolifantspitsmuis
De klipolifantspitsmuis (Elephantulus rupestris)  is een zoogdier uit de familie van de springspitsmuizen (Macroscelididae). De wetenschappelijke naam van de soort werd voor het eerst geldig gepubliceerd door Andrew Smith in 1831.

## Voorkomen
De soort komt voor in westelijk en zuidelijk Namibië en westelijk Zuid-Afrika.